# ボリス・ベレゾフスキー

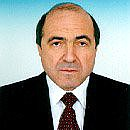
1990年代のボリス・ベレゾフスキー

ボリス・アブラモヴィチ・ベレゾフスキー（ロシア語: Бори́с Абра́мович Березо́вский、ラテン文字転写の例：Boris Abramovich Berezovskii、1946年1月23日 - 2013年3月23日）は、ロシアの企業家、政治家。

## プロフィール
応用数学の博士号を有し、当初は数学者としてアカデミズムの世界に進んだが、のちに実業家に転身し、新興財閥（オリガルヒ）の一角、ロゴヴァズ（LogoVAZ）グループの総帥として成功を収めた。
エリツィン時代に台頭した政商であり、オリガルヒの代表的人物で、その暗躍から「政界の黒幕」とも称されたが、プーチン時代に失脚・亡命した。数学者だった経歴もあり、ソ連科学アカデミー（ロシア科学アカデミー）の会員であった。

## 来歴

2007年にサンクトペテルブルクで行われた抗議デモで、ベレゾフスキーの写真が印刷された紙を掲げる参加者。紙には「ベレゾフスキー、我々は貴方と共にある」と書かれている。

1946年1月23日モスクワでユダヤ系ロシア人の家庭に生まれる。1960年から1974年までコムソモールに所属し、その後はソ連共産党に入党。モスクワ林業技術大学を卒業し、森林学、次いで最適停止問題など応用数学を研究し、数学で博士号を取得する。1969年頃から研究員として管理研究所に勤務する。1983年ソ連科学アカデミー会員となる。
1989年に、ヴォルガ自動車工場とイタリアのロゴシステムに関係する自動車販売会社「ロゴヴァズ」を設立して社長に就任する。ロゴヴァズは国の輸出奨励政策を利用し、自動車製造企業から輸出用の国産車を格安で仕入れ、それを輸出せずに公定価格で販売することで多くの利益を上げ、さらに国産車のみならず外国車の販売にも進出し、メルセデス・ベンツ、ゼネラル・モータースなどの公認ディーラーとなった。巨利を手中にする一方で、ロシアン・マフィアを中心にベレゾフスキーと敵対する者も多く、1994年に自動車が爆破されるなど、いくつかの暗殺未遂事件に遭遇している。
しかし、ベレゾフスキーは、その後も事業を拡大し、大手石油会社シブネフチ（シベリア石油会社）設立に奔走し、同社を買収し事実上、支配下に置いた。また、ソ連時代から国際航空会社として知られるアエロフロートなど、ロシア国内の優良企業の株式を矢継ぎ早に取得することに成功した。
さらに各企業に融資するために金融部門では、アフトヴァース銀行、統一銀行をグループ傘下に収めた。
ベレゾフスキーが最も力を入れた部門の一つがメディア事業であり、テレビ・新聞・雑誌などあらゆる分野のメディアを買収し手中に収めたことで知られる。ロシア公共テレビ（ORT）、民放のTV6、ロシア有数の経済誌であるコメルサント紙、ネザビシマヤ・ガゼータ（独立新聞）、週刊誌アガニョーク、ヴラスティなどを次々に支配下に置き、恣意的な世論形成を行うようになった。
1996年6月の大統領選挙では、前年1995年の下院選挙で第一党となったロシア連邦共産党のゲンナジー・ジュガーノフ候補がエリツィンを一時僅差まで追い込むも決選投票で敗北した。その前の同年1月のスイスのダボス会議でジュガーノフは穏健な経済政策を表明して欧米の政治家や財界人からも支持されていたが、このダボス会議で共産主義者が復活するロシアから離れるようにジョージ・ソロスに忠告されたことを機に他のオリガルヒと連絡をとり合って積極的に政治に関わるようになったとベレゾフスキー本人は語っている。当初、ベレゾフスキーは傘下のネザビシマヤ・ガゼータでセルゲイ・クルギニャンが発表した13人の手紙に他のオリガルヒとともに署名してジュガーノフと共産党に対して大統領選を延期してエリツィン政権と妥協するよう呼びかけたが、この提案が共産党に拒絶されたことを受けて手紙に署名したオリガルヒは自らの傘下のメディアを使ってエリツィン再選を強力に後押しすることで一致団結した。ベレゾフスキーはこの手紙が大統領選での共産党の敗北にうまく寄与したと主張している。この選挙を機にベレゾフスキーを始めとする新興財閥（オリガルヒ）が政権内で影響力を増し、エリツィン大統領の家族を中心とする側近グループ（セミヤー）を構成していく。ベレゾフスキー自身も1996年10月いわば論功行賞で、ロシア安全保障会議副書記に就任してチェチェン問題を担当し、1998年4月にはCIS（独立国家共同体）執行書記に就任している。1996年10月29日のインタビューでベレゾフスキーはダボス会議で結束した自身を含む「7人の銀行家」（セミバンキルシチナ）がロシアの殆どのメディアと経済を支配してエリツィン政権を支えていると豪語した。
1998年9月にロシア金融危機の収拾のためにエフゲニー・プリマコフが首相に就任すると、政権の主導権を握ったプリマコフによって「セミヤー」に対し、圧力がかけられる。ベレゾフスキーも汚職を追及され、1999年3月にCIS執行書記を解任された。しかし、プリマコフの台頭を恐れたエリツィンがプリマコフを首相から解任したため、ベレゾフスキーは間もなく復権した。1999年下院国家会議選挙で、政権与党「統一」の結成と選挙戦にはベレゾフスキーから大量の資金が流れたと言われる。また、大統領選挙同様、ORTを使い「統一」の宣伝を強力に推進し「統一」の勝利に貢献した。ベレゾフスキー自身もカラチャイ・チェルケス共和国の小選挙区から立候補し当選した。下院議員としては、第二次チェチェン戦争に反対の立場を表明した。
2000年3月の大統領選挙では、ウラジーミル・プーチンを支持するが、プーチンは逆に新興財閥の影響力を削ぎにかかる。ベレゾフスキーは、プーチンに対抗して反対勢力を糾合しようとするが、一般市民の間で「国賊」扱いされ、敵の多かったベレゾフスキーは賛同者を得られず、逆に同年7月下院議員を辞職。
さらに2001年、ベレゾフスキーは保有していたORTの株式49%を、ロマン・アブラモヴィッチに売却する形で放棄せざるを得なかった。ロシア最高検察庁は、アエロフロート資金の横領疑惑などでベレゾフスキーへの追及を強め、逮捕を恐れたベレゾフスキーは国外に脱出した。2002年10月、本人不在のまま、最高検察庁は、詐欺の罪でベレゾフスキーを起訴した。亡命先のイギリスではプーチン政権に対する批判を続け、イワン・ルイプキンなど反プーチン勢力を支援し、2007年4月13日付けのガーディアン紙のインタビューでは「プーチン政権を武力によって転覆しなければならない」と発言し、ロシア政府の反発を招いた。
2007年6月21日、ベレゾフスキーに対する殺人謀議容疑でロシア人男性1人がロンドンで拘束された。前年にアレクサンドル・リトビネンコの毒殺事件が起こっており、イギリスはロシアに実行犯の身柄引き渡しを求めていた時期で、英国在住ロシア関係者の暗殺計画がロシアにある可能性が疑われ、両国の関係悪化に拍車がかかった。容疑者は起訴されず2日後に釈放され、ロシアに強制送還された。7月18日にベレゾフスキーはロンドンで記者会見を開き、指示を出したとしてプーチンを非難した。
2013年3月23日、義理の息子であるエゴール・シュッペ（Egor Schuppe）がFacebook上でベレゾフスキーがイギリスで死去したことを公表した。その後顧問弁護士も死亡の事実を認め、死因については自殺であったと述べた。かつては実業家として巨万の富を得たベレゾフスキーであったが、最近の生活は妻との離婚訴訟に関わる費用や慰謝料、さらにはロマン・アブラモヴィッチとの訴訟も抱えるなど多額の出費を強いられており、アンディ・ウォーホルの「赤いレーニン」などの美術品や、1927年型ロールス・ロイスなどのクラシック・カーといった所蔵するコレクションを次々と売却するなど、資金繰りに窮していたとされる。

## 参照
1. ↑  David M. Kotz. Russia's Path From Gorbachev To Putin. pp. 260–264.
2. ↑  “The means to an end”. ガーディアン. (2000年4月16日) 2024年12月23日閲覧。{{cite news}}:  CS1メンテナンス: 先頭の0を省略したymd形式の日付 (カテゴリ)
3. ↑  Sergei Kartofanov. An Approach to the President's Victory by Nezavisimaya Gazeta № 60, August 29, 1996 at the Foundation for Effective Politics website (in Russian)
4. ↑  Vladimir Shlapentokh, Anna Arutunyan (2013). Freedom, Repression, and Private Property in Russia. Cambridge: Cambridge University Press ISBN 9781107042148
5. ↑  Dmitri Butrin. The Undersigned the Kommersant newspaper, April 24, 2006
6. ↑  “Березовский – Газета Коммерсантъ № 90 (1272) от 17.06.1997”. 2021年9月22日時点のオリジナルよりアーカイブ。2024年12月23日閲覧。
7. ↑  “«Мы даем не самые глупые советы»: Березовский и власть | Открытый Университет”. 2022年10月22日時点のオリジナルよりアーカイブ。2024年12月23日閲覧。
8. ↑  “British Paper Names Banking Clique”. The Moscow Times. (1996年11月5日) 2024年12月11日閲覧。
9. ↑  “Russian Oligarch and Sharp Critic of Putin Dies in London” (英語).   NY Times. 2013年3月23日閲覧。
10. ↑  “ロシアの実業家、Ｂ・ベレゾフスキー氏死去”. 産経新聞.   MSN産経ニュース (2013年3月24日). 2013年3月24日閲覧。
11. ↑  “Warhol Lenin print to be sold by oligarch who lost court battle with Roman Abramovich” (英語).  デイリー・テレグラフ (2013年3月18日). 2013年3月24日閲覧。
12. ↑  “Exiled Russian oligarch Berezovsky found dead at UK home” (英語).  ハアレツ (2013年3月24日). 2013年3月24日閲覧。